# Breite Strasse, Mitte, Berlin
Breite Strasse, tysk stavning: Breite Straße, är en 320 meter lång gata i stadsdelen Mitte i Berlin, belägen på Spreeinsel. Gatan bär detta namn sedan 1600-talet och är en av de historiska huvudgatorna i Cölln. Den sträcker sig från Schlossplatz i norr till korsningen med Gertraudenstrasse och Mühlendamm i söder.

## Historia

### Namn
Gatan kallades under medeltiden Grosse Strasse, som den då bredaste gatan i Cölln. Gatan hade en genomsnittlig bredd på 30 meter, vid Schlossplatz upp till 40 meter. Av denna anledning uppstod senare namnet Breite Strasse på 1600-talet.

### 1200-talet till 1800-talet
Gatan Breite Strasse, före 1600-talet Grosse Strasse, tillhör staden Cöllns äldsta kärna. Gatan fanns här redan omkring år 1200, men de äldsta spåren av bosättningar förekommer redan omkring 1170-talet. Dess äldsta tillkomsthistoria är inte helt klarlagd, och källor omkring vem som anlade gatunätet i området saknas. Vid gatans södra ände låg Cöllns äldsta kärna omkring Köllnischer Fischmarkt vid Petrikyrkan, och enligt denna utgångspunkt bör Cölln ha växt under första halvan av 1200-talet längs Breite Strasse norrut mot den nya bron här, Lange Brücke (nuvarande Rathausbrücke), samtidigt med det medeltida Berlins expansion norrut vid denna tid. Arkeologiska spår av dominikanklostret här antyder dock att den äldsta övergången över Spree kan ha legat vid Rathausbrücke och inte vid Mühlendamm, och i så fall bör Breite Strasse ha anlagts som en genomfartsväg redan under Cöllns äldsta historia. Gatan löpte parallellt med Spree, och här uppförde Cöllns köpmän sina hus för att underlätta lastning och lossning av varor både från flodsidan och gatusidan. 

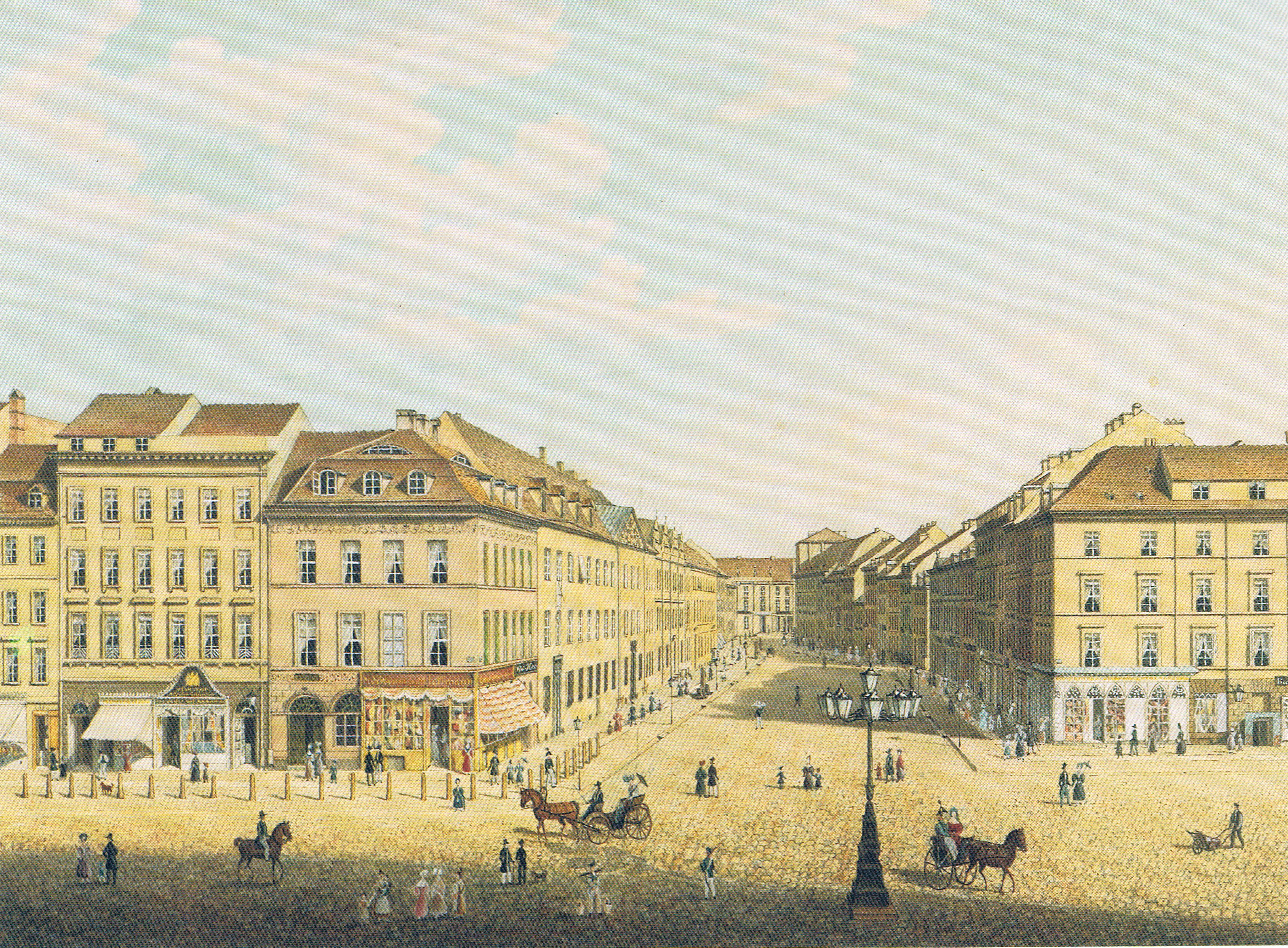
Vy söderut från slottet mot Breite Strasse, akvarell av Carl Daniel Freydanck 1836.

Berlins stadsslott uppfördes i mitten av 1400-talet vid gatans norra ände, och den södra slottsportalen placerades i gatans norra förlängning. Efter att kurfursten Albrekt Akilles av Brandenburg gjort slottet till sitt permanenta residens kom hovet att förvärva flera fastigheter vid gatan som bostäder åt hovfunktionärer och tjänstemän. Gatan fick därigenom karaktär av en av stadens förnämsta adresser. På nuvarande Breite Strasse 11 grundade Julius Springer 1842 den bokhandel och förlagsverksamhet som idag är Springer Science+Business Media. Här hade också Vossische Zeitung sina första lokaler. Bland kända invånare som verkat vid hovet kan nämnas arkitekterna Karl Friedrich Schinkel och Andreas Schlüter.
År 1830 var skräddargesällernas härbärge här utgångspunkt för de så kallade Skräddarkravallerna. En av de största barrikaderna under marsrevolten i Berlin 1848 låg också här. Under andra halvan av 1800-talet förändrades gatans karaktär från bostadsgata till affärsgata.

### 1900-talet
Under novemberrevolutionen 1918–1919 var gatan åter plats för strider. I Marstall hade revolutionskommittén för Volksmarinedivision tagit sitt högkvarter, och några medlemmar stupade vid försvaret av byggnaden. En bronstavla på byggnaden påminner idag om händelserna.
Andra världskriget drabbade bebyggelsen hårt, och medan två tredjedelar av bebyggelsen kategoriserades som möjlig att återställa var en tredjedel helt förstörd. Trots detta valde den östtyska ledningen under 1960-talet att helt riva de sex kvarvarande 1700-talsbyggnaderna på gatans västra sida, bland annat för att göra plats för Staatsratsgebäude. Ett av de mest kända husen som revs var Ermelerhaus, som återuppfördes med delar av originalfasaden på Märkisches Ufer 11 för att användas som krog. Under början av 1970-talet revs även hus nummer 28 på östra sidan, den tidigare krogen Schlossklause, och fram till slutet av 1990-talet användes tomten som parkeringsplats.
Gatan fick genom rivningarna en bredd på omkring 50 meter. Den användes som demonstrationsväg i riktning mot Schlossplatz, som då gick under namnet Marx-Engels-Platz. Efter rivningarna uppfördes Staatsratsgebäude och DDR:s byggnadsministerium på västsidan. På östsidan återuppfördes Berlins stadsbibliotek. I söder slutade gatan vid Mühlendamm/Gertraudenstrasse, som under DDR-tiden byggdes ut till en stor trafikled, men då leden omfattades av de restriktioner som gällde för de sträckor som höga partifunktionärer och statens gäster reste till regeringskvarteren, kunde fotgängare endast genom en gångtunnel under trafikleden nå Fischerinsels höghusbostadsområde söderut.
Sedan 1990-talet omfattas Breite Strasse av den stadsplan som upprättats för det återförenade Berlin. Breite Strasse återställdes 2009 till sin mer blygsamma historiska bredd på körbanan, från DDR-tidens 24 meter till 14 meter, medan hela gatan återställdes till den historiska bredden på omkring 26 till 28 meter. Gatan är dock sedan ombyggnaderna helt rät, till skillnad från den ursprungliga lätt böjda formen som gjorde att slottsportalen historiskt inte var synlig från gatans södra ände. 2012 till 2013 genomfördes arkeologiska utgrävningar söder om Neumannsgasse. Vid korsningen med Gertraudenstrasse står sedan 2017 Hotell Capri, i närheten av den plats där Cöllns rådhus tidigare stod.

## Kända byggnader vid Breite Strasse
- Breite Strasse 1, Staatsraatsgebäude, Östtysklands statsråds tidigare säte, uppförd på 1960-talet. Mot Breite Strasse ligger kansliflygeln som idag används av den privata högskolan ESMT:s administration.
- Breite Strasse 12, tidigare plats för DDR:s byggnadsministerium.
- Breite Strasse 15, tidigare plats för Rudolph Hertzog-varuhuset från början av 1900-talet.
- Breite Strasse 20-29, Haus der Deutschen Wirtschaft, uppfört 1999 för de tyska arbetsgivarorganisationerna. I samband med uppförandet hittades det hittills äldsta arkeologiska spåret från bosättningen av Cölln och Berlin, en träbalk daterad till omkring år 1170.
- Breite Strasse 30-31. Byggnaden uppfördes 1896–1901 i nybarockstil och var under DDR-tiden säte för den statliga försäkringskassan.
- Breite Strasse 32–34. Berlins stadsbibliotek, uppfört 1966 och idag byggnadsminne.
- Breite Strasse 35. Ribbeck-Haus nedre våningar och gavlarna uppfördes under senrenässansen. De är de enda bevarade renässanshusgavlarna i Berlin och byggnaden används idag av Zentral- und Landesbibliothek Berlin.
- Breite Strasse 36. Alter Marstall, används i dag som lokaler för Hanns Eisler-musikhögskolan.